# Holzhausen
Holzhausen osztrák község Felső-Ausztria Welsvidéki járásában. 2021 januárjában 1022 lakosa volt. 

## Elhelyezkedése

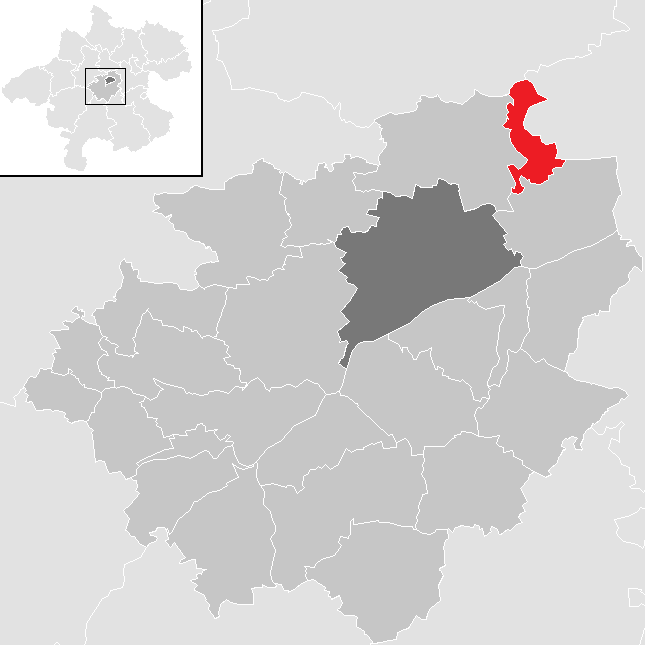
Holzhausen a Welsvidéki járásban

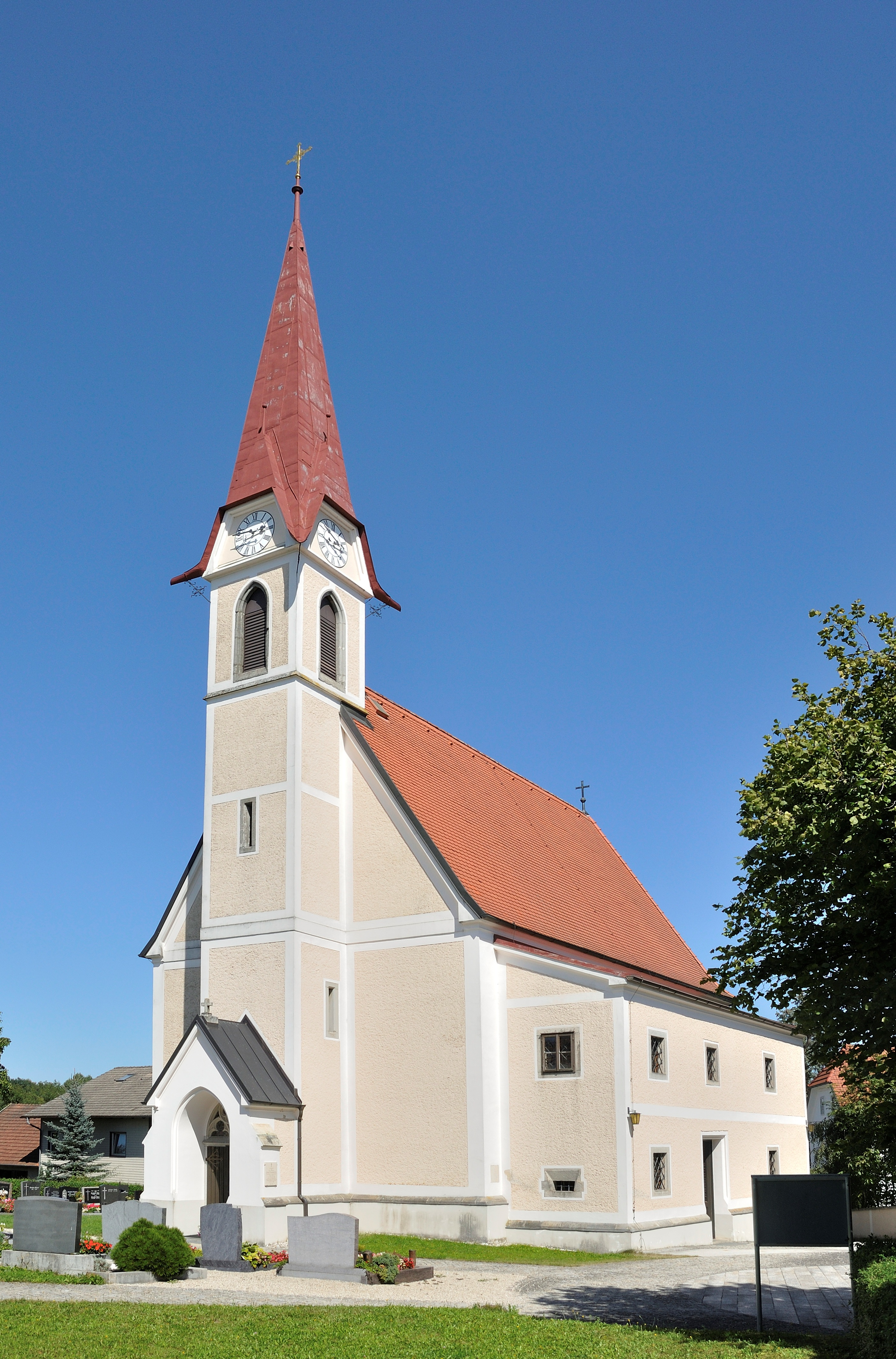
A Szt. Vitus-plébániatemplom

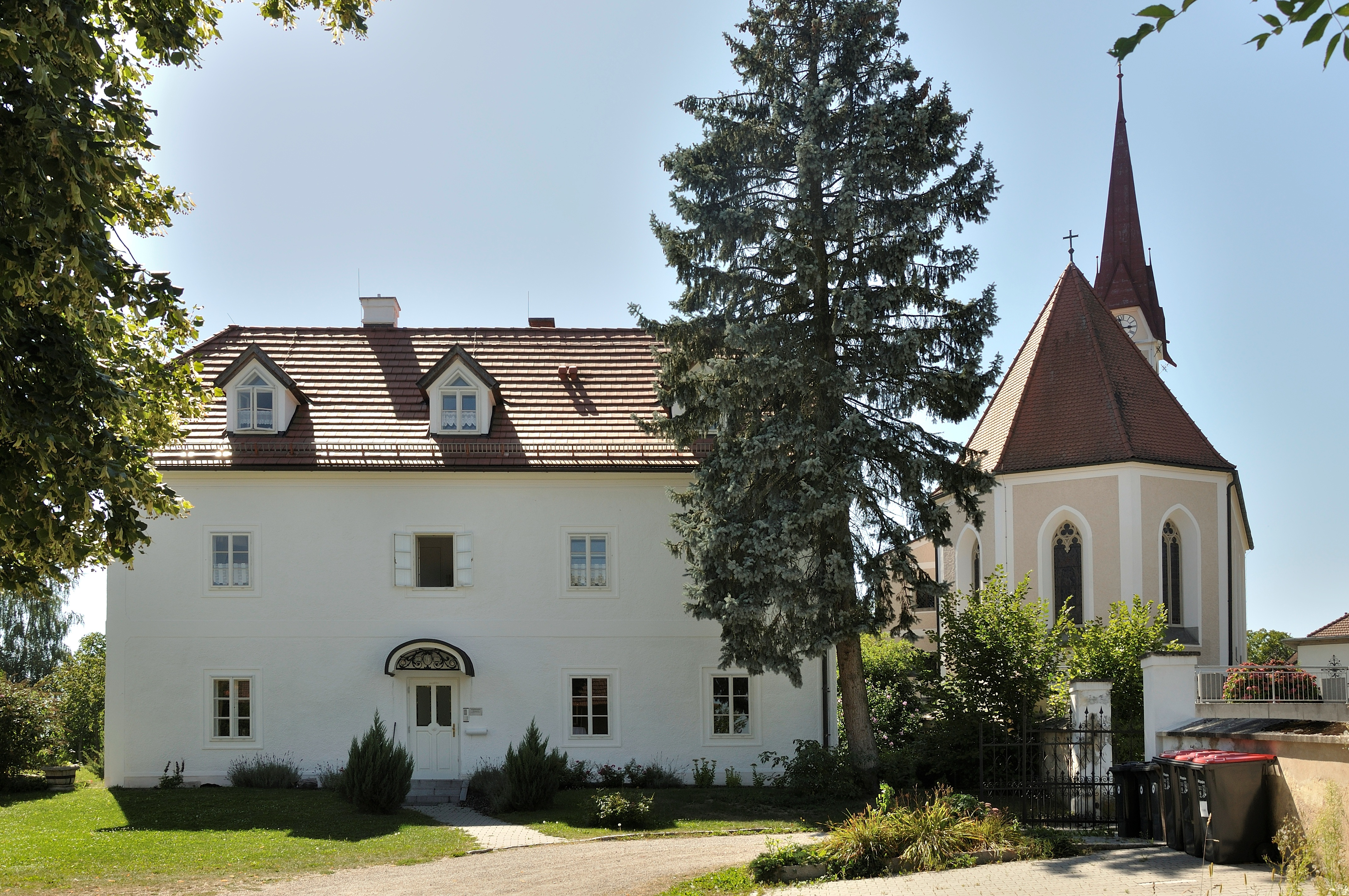
A katolikus plébánia

Holzhausen a tartomány Hausruckviertel régiójában fekszik a Hausruckvierteli-dombságon. Területének 7,9%-a erdő, 83,3% áll mezőgazdasági művelés alatt. Az önkormányzat 6 települést és településrészt egyesít: Grillparz (28 lakos 2020-ban), Holzhausen (692), Jebenstein (90), Kranzing (51), Lehen (132) és Niederprisching (33). 
A környező önkormányzatok: délre Marchtrenk, nyugatra Buchkirchen, északra Alkoven, északkeletre Kirchberg-Thening, keletre Oftering.

## Története
Holzhausen területe már a bronz- és vaskorban is lakott volt. 700 körül bajorok települtek meg a régióban, de az avar, majd magyar betörések miatt a térség nagyrészt elnéptelenedett. 1000 körül karintiai és stájerországi vendek alapították a falut, erről tanúskodik templomának védőszentje, a főleg szlávok körében népszerű Vitus.
A falut először 1130-ban említik írásban, mint a 'holzhuseni' uradalom központját. Önálló egyházközséget a 14. században kapott, lelkészéről 1385-ben írnak először. 
Holzhausen  az ellenreformációt követően is alapvetően protestáns maradt. A jebensteini iskola egyike volt annak a kilenc felső-ausztriai evangélikus iskolának, amely II. József toleranciapátensét követően megnyílhatott. 
A holzhauseni községi önkormányzat 1849-ben alakult meg.  

## Lakosság
A holzhauseni önkormányzat területén 2020 januárjában 1026 fő élt. A lakosságszám 1981 óta gyarapodó tendenciát mutat. 2018-ban az ittlakók 93,8%-a volt osztrák állampolgár; a külföldiek közül 1,9% a régi (2004 előtti), 3,1% az új EU-tagállamokból érkezett. 1% a volt Jugoszlávia (Szlovénia és Horvátország nélkül) vagy Törökország, 0,3% egyéb országok polgára volt. 2001-ben a lakosok 67%-a római katolikusnak, 23,5% evangélikusnak, 7,8% pedig felekezeten kívülinek vallotta magát. Ugyanekkor a legnagyobb nemzetiségi csoportot a németeken (97,7%) kívül a horvátok alkották 1,4%-kal. 
A népesség változása:

| 2016 | 918 |
| 2018 | 995 |

## Látnivalók
- a Szt. Vitus-plébániatemplom
- a 16-17. századi katolikus plébánia

## Fordítás
- Ez a szócikk részben vagy egészben  a   Holzhausen című német Wikipédia-szócikk ezen változatának fordításán alapul.  Az eredeti cikk szerkesztőit annak laptörténete sorolja fel. Ez a jelzés csupán a megfogalmazás eredetét és a szerzői jogokat jelzi, nem szolgál a cikkben szereplő információk forrásmegjelöléseként.